# Redmond (Waszyngton)

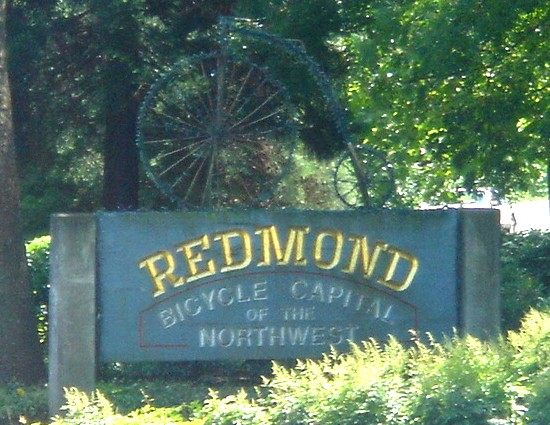
Tablica powitalna Redmond

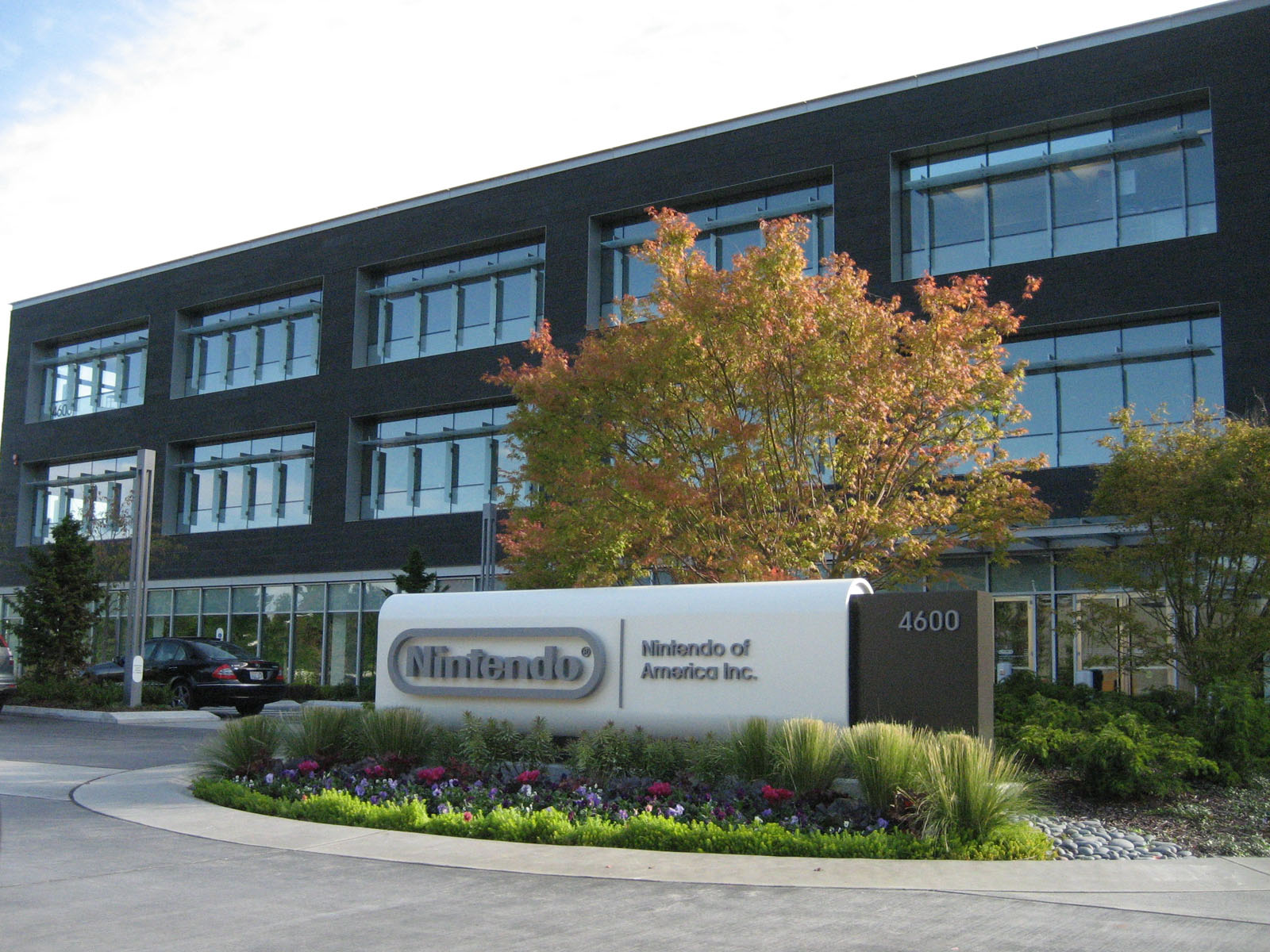
Siedziba Nintendo

Redmond – miasto położone w stanie Waszyngton, w hrabstwie King, w którym znajduje się siedziba Microsoftu i amerykańskiego oddziału Nintendo.
W mieście znajduje się dużo parków i terenów zielonych.

## Historia miasta
Biali ludzie pojawili się na terenach obecnego Redmond w czasie trwania gorączki złota w 1870 roku. Nazwa Redmond pochodzi od nazwiska Luke'a McRedmonda. Luke McRedmond zagospodarował na potrzeby miasta obszar 160 akrów (0,65 km²).
W 1881 roku powstał pierwszy urząd pocztowy w mieście.
Obecna nazwa Redmond pochodzi z 1883 roku. Pierwszy plan miasta Redmond powstał w roku 1891. Od końca roku 1883 do 1920 miasto prężnie się rozwijało i sprzyjało nowym inwestycjom. Po wprowadzeniu prohibicji rozwój miasta został prawie zatrzymany. 
Po II wojnie światowej dzięki inwestycjom w przedsiębiorstwa komputerowe Redmond szybko się rozwija aż do dziś.

## Geografia
Redmond znajduje się w hrabstwie King razem z Seattle. Miasto położone jest przy północnym krańcu jeziora Sammamish, a przez miasto przepływa rzeka Sammamish. Redmond położone jest w Pacyficznej Strefie Czasowej; stąd różnica czasowa w stosunku do Waszyngtonu wynosi 3 godziny.

## Edukacja
Redmond jest częścią  Okręgu Szkolnego Jeziora Waszyngton. W mieście działa 12 szkół publicznych: dziewięć szkół podstawowych i trzy średnie. Szkoły prywatne to Szkoła Overlake, Szkoła Bear Creek i średnia szkoła muzyczna (Conservatory High School).

## Parki, zieleńce i rekreacja
W Redmond istnieją 23 zaprojektowane parki publiczne o łącznej powierzchni 1000 akrów (4 km²). W bardzo wielu parkach znajdują się korty, boiska i stoły piknikowe. W Marymoor Park jest Wspinająca Się Skała, Model samolotu, pole do lotów i amfiteatr. W Redmond jest 17 mil (27 km) zaprojektowanych szlaków rowerowych. Największy park w Redmond (Marymoor Park) ma powierzchnię 560 akrów (2,3 km²).

## Kultura
W Redmond organizowane są „Rowerowe Derby Redmond” będące dużą regionalną imprezą rowerową, gdzie zjeżdża się dużo rowerzystów.
Ta impreza łączy wyścig kolarski, paradę i występy na scenie. „Rowerowe Derby Redmond” trwają kilka dni.